# Helldunkelgeolokator

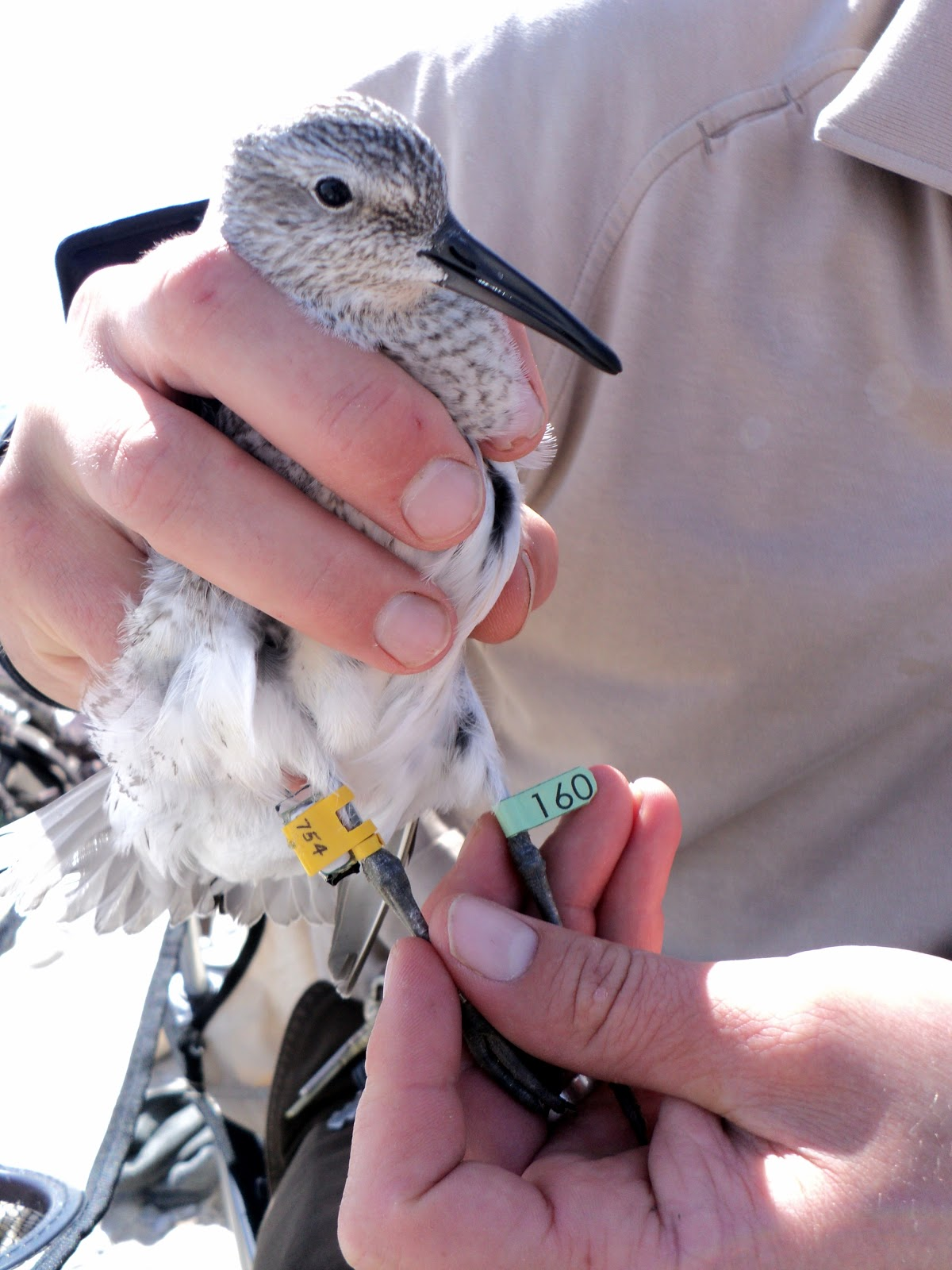
Ein Knutt mit Lokator am rechten Bein (Gelber Marker)

Ein Helldunkelgeolokator oder kurz Helldunkellokator ist ein wissenschaftliches Gerät, das konstruiert wurde, um die Routen von Seeelefanten und (nach Miniaturisierung der Geräte) die Routen des Vogelzugs von kleinen Vögeln zu verfolgen.
Bei kleinen Vögeln wie dem Steinschmätzer, der nur ca. 25 g wiegt, ist es nicht möglich, diese mit einem Satellitensender zu versehen. Das Gerät wäre zu schwer für den Vogel, dessen Population in Alaska über Nordrussland, Asien, das Kaspische Meer bis Ostafrika (Sudan bis Kenia) und zurück fliegt und so jährlich zweimal 15.000 km zurücklegt.
Der moderne Helldunkellokator wiegt weniger als 1 g und wird auf dem Rücken des Vogels angebracht. Er besteht aus einer Photozelle, die die Lichtstärke misst, einer Uhr und einem Chip zur Aufzeichnung der Lichtstärke im zeitlichen Verlauf. Die Ergebnisse können später ausgelesen werden. Aus dem Zeitpunkt von Mittag (größte Helligkeit) und Mitternacht lässt sich die geographische Länge, aus der Tageslichtdauer und der Nachtlänge die geographische Breite errechnen. Aus diesen Werten lässt sich die Zugroute ermitteln.
Der Steinschmätzer, so ließ sich ermitteln, fliegt stundenlang mit einer Geschwindigkeit von ca. 50 km/h und legt je nach Wind pro Nacht 450 km auf seiner Langstreckenroute zurück.